# Hradec (kraj Wysoczyna)
Hradec – wieś i gmina w Czechach, w powiecie Havlíčkův Brod, w kraju Wysoczyna.
1 stycznia 2017 gminę zamieszkiwało 238 osób, a ich średni wiek wynosił 43,9 roku.